# Sarah Jane Brown
Sarah Jane Macaulay coniugata Brown (Beaconsfield, 31 ottobre 1963) è una dirigente d'azienda e attivista britannica.
È moglie dell'ex primo ministro del Regno Unito Gordon Brown.

## Biografia

### Origini e formazione
Macaulay è nata a Beaconsfield, nella contea inglese del Buckinghamshire il 31 ottobre 1963.
Sua madre Pauline era un'insegnante e suo padre Iain lavorava per l'editore Longman. Macaulay trascorse la sua infanzia a Fife, prima che la sua famiglia si trasferisse in Tanzania, dove sua madre avrebbe gestito una scuola, quando aveva due anni. Quando aveva otto anni, i suoi genitori si separarono. Ciascuno risposato; sua madre, il patrigno, lei e i suoi due fratelli più piccoli, Sean e Bruce, si trasferirono a nord di Londra.

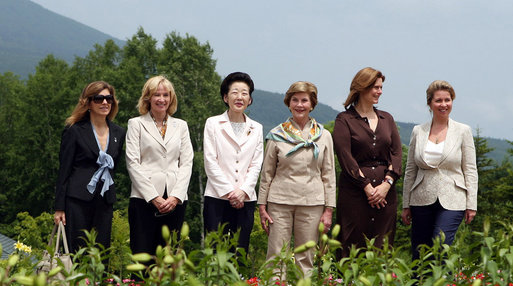
Sarah Brown con le altre consorti dei leader del G8 nel villaggio di Makkari, nel distretto di Abuta, Hokkaidō l'8 luglio 2008.

Laureata in psicologia presso l'Università di Bristol, incontra Gordon Brown nel 1994 quando si ritrovano seduti uno accanto all'altro su un volo per la Scozia.

### Famiglia
Il 3 agosto 2000 sposò Gordon Brown a North Queensferry.
Il 28 dicembre 2001, dà alla luce la loro prima figlia, Jennifer Jane, che, nata prematura, morirà l'8 gennaio 2002. Il suo secondo figlio, John, nascerà il 17 ottobre 2003.
Infine, il bambino più piccolo con diagnosi di fibrosi cistica, James Fraser, nascerà nel 2006.
Il 27 giugno 2007, con la nomina di suo marito a primo ministro Sarah Jane si impegnò in attività di beneficenza.
Fu, anche, attiva nella campagna elettorale del 2010 in favore dei laburisti, ma il tentativo fallito di Gordon Brown di formare un esecutivo con i liberali nel post-voto ne terminò l'esperienza di governo.
Sull'esperienza a Downing Street pubblicò nel 2011 un libro di memorie, Behind the Black Door ("Dietro la porta nera").

## Opere
- Sarah Brown, Behind the Black Door, London, Ebury Press, 2011, ISBN 0091940575.